# دينيس لوبيز
دينيس لوبيز (بالإسبانية: Denisse López)‏ هي لاعبة جمباز فني مكسيكية، ولدت في 12 ديسمبر 1976.

## وصلات خارجية
- دينيس لوبيز على موقع الاتحاد الدولي للجمباز (licence) (الإنجليزية)
- دينيس لوبيز على موقع الاتحاد الدولي للجمباز (biography) (الإنجليزية)
- دينيس لوبيز على موقع اللجنة الأولمبية الدولية (الإنجليزية)
- دينيس لوبيز على موقع أوليمبيديا (الإنجليزية)